# Ma Ba Tha
Ma Ba Tha, abréviation du nom birman အမျိုးသား ဘာသာ သာသနာ စောင့်ရှောက်ရေး အဖွဲ့ (en français : Association patriotique du Myanmar, ou Association pour la protection de la race ou de la religion) est une organisation bouddhiste fondée le 15 janvier 2014 et basée au Myanmar. 
Certains de ses membres sont proches du mouvement nationaliste 969, même si d'autres prônent activement le dialogue entre religions et la tolérance. Le Sangha, la haute autorité bouddhiste de Birmanie, qui manifestait des réserves grandissantes envers le Ma Ba Tha, lui a ordonné en mai 2017 de cesser ses activités au plus tôt sous peine de poursuites. À la suite d'un important rassemblement organisé dans un temple de Yangon, le mouvement a annoncé qu'il adoptait une nouvelle appellation, moins sujette à controverses, la Fondation philanthropique Bouddha Dhamma,     .
L'organisation prône le boycott des commerces musulmans et l’interdiction des mariages interreligieux.
Après le Coup d'État de 2021, le Ma Ba Tha forme des milices pour défendre la junte et assassine des membres de la Ligue nationale pour la Démocratie (NLD).